# Corinna Ulcigrai
Corinna Ulcigrai (Trieste, 3 de janeiro de 1980) é uma matemática italiana. Trabalha com sistemas dinâmicos, teoria ergódica e teoria do caos.
Ulcigrai estudou matemática na Escola Normal Superior de Pisa, obtendo o diploma em 2002. Em seguida foi para a Universidade de Princeton, onde obteve um doutorado em 2007, orientada por Yakov Sinai, com a tese Ergodic properties of some area-preserving flows. No pós-doutorado esteve no Mathematical Sciences Research Institute (MSRI) e em 2008 no Instituto de Estudos Avançados de Princeton. É Lecturer da Universidade de Bristol.
Em 2012 recebeu o Prêmio EMS e em 2013 o Prêmio Whitehead.